# Rudolf Dombi
Rudolf Dombi (ur. 9 listopada 1986 w Budapeszcie) – węgierski kajakarz. Złoty medalista olimpijski z Londynu.
Podczas Igrzysk Olimpijskich 2012 wywalczył złoty medal w konkurencji K-2 1000 metrów w parze z Rolandem Kökény. Węgierska osada w biegu eliminacyjnym uplasowała się na pierwszej pozycji, bezpośrednio kwalifikując się do finału. W finałowej rozgrywce Dombi i Kökény wywalczyli złoty medal, wyprzedzając portugalską oraz niemiecką parę.